# Badminton-Ozeanienmeisterschaft 2006
Die Badminton-Ozeanienmeisterschaft 2006 fand vom 8. bis zum 16. Februar 2006 im North Harbour Badminton Centre in Auckland (Neuseeland) statt. Es war die 5. Austragung dieser Kontinentalkämpfe im Badminton in Ozeanien.

## Medaillengewinner
| Disziplin    | Gold                                  | Silber                            | Bronze                         |
| ------------ | ------------------------------------- | --------------------------------- | ------------------------------ |
| Herreneinzel | Geoffrey Bellingham                   | John Moody                        | Stuart Brehaut                 |
| Herreneinzel | Geoffrey Bellingham                   | John Moody                        | Stuart Gomez                   |
| Dameneinzel  | Rachel Hindley                        | Renee Flavell                     | Tania Luiz                     |
| Dameneinzel  | Rachel Hindley                        | Renee Flavell                     | Michelle Chan                  |
| Herrendoppel | Geoffrey Bellingham Craig Cooper      | John Gordon Daniel Shirley        | Ross Smith Glenn Warfe         |
| Herrendoppel | Geoffrey Bellingham Craig Cooper      | John Gordon Daniel Shirley        | Ashley Brehaut Travis Denney   |
| Damendoppel  | Sara Runesten-Petersen Nicole Gordon  | Rebecca Bellingham Rachel Hindley | Kellie Lucas Kate Wilson-Smith |
| Damendoppel  | Sara Runesten-Petersen Nicole Gordon  | Rebecca Bellingham Rachel Hindley | Renee Flavell Donna Cranston   |
| Mixed        | Daniel Shirley Sara Runesten-Petersen | Travis Denney Kate Wilson-Smith   | Craig Cooper Renee Flavell     |
| Mixed        | Daniel Shirley Sara Runesten-Petersen | Travis Denney Kate Wilson-Smith   | Henry Tam Lianne Shirley       |
| Mannschaft   | Neuseeland                            | Australien                        | Fidschi                        |

## Herreneinzel
- Marc Antoine Desaymoz –  Daniel Forrest: 16-21 / 21-9 / 21-14
- William Bok –  Filivai Molia: 21-16 / 21-18
- Dean Nuttall –  David Krinkel: 21-11 / 21-12
- Brent Miller –  Florent Mathey: 21-17 / 8-21 / 21-13
- Lance Newman – Tokuma Sene: 21-10 / 21-10
- Ethan Haggo –  Wayne Newman: 21-11 / 21-9
- Geoffrey Bellingham –  Burty Molia: 21-7 / 21-9
- Chan Yun Lung –  Kevin Dennerly-Minturn: 21-19 / 21-16
- Christopher Lee – Tupu Fua: 21-6 / 21-6
- Stuart Brehaut –  Jayson Urlich: 21-18 / 21-5
- Ethan Haggo –  Thommy Sargito: 24-26 / 21-14 / 23-21
- Joe Wu –  Delius Tang: 21-15 / 21-14
- Ziheng Zou –  William Bok: 23-21 / 21-9
- Henry Tam –  Dean Nuttall: 21-15 / 21-15
- John Gordon –  Kevin De Silva: 21-9 / 21-5
- Brent Miller –  Ghee Ming Fong: 21-14 / 21-10
- Le The Hung Pham –  Arnaud Franzi: 21-7 / 21-17
- Nathan Hannam –  Fabien Kaddour: 21-17 / 21-10
- John Moody –  Stephen Lee: 21-11 / 21-7
- Lance Newman –  Damien Ah Sam: w.o.
- Stuart Gomez – Sala Kane: 21-6 / 21-1
- Marc Antoine Desaymoz –  Ashraf Dhoray: 21-10 / 21-7
- Geoffrey Bellingham –  Chan Yun Lung: 21-7 / 21-0 Ret.
- Marc Antoine Desaymoz –  Christopher Lee: 21-15 / 20-22 / 26-24
- Stuart Brehaut –  Ethan Haggo: 21-5 / 21-7
- Joe Wu –  Ziheng Zou: 21-15 / 21-6
- John Gordon –  Henry Tam: 21-13 / 21-7
- Le The Hung Pham –  Brent Miller: 21-8 / 21-9
- John Moody –  Nathan Hannam: 21-6 / 21-7
- Stuart Gomez –  Lance Newman: 21-7 / 21-14
- Geoffrey Bellingham –  Marc Antoine Desaymoz: 21-7 / 21-11
- Stuart Brehaut –  Joe Wu: 21-14 / 21-12
- Stuart Gomez –  John Gordon: 8-21 / 21-12 / 25-23
- John Moody –  Le The Hung Pham: 21-14 / 21-12
- Geoffrey Bellingham –  Stuart Brehaut: 21-14 / 21-12
- John Moody –  Stuart Gomez: 21-4 / 21-13
- Geoffrey Bellingham –  John Moody: 13-21 / 21-16 / 21-8

## Dameneinzel
- Maggie Chan –  Erin Carroll: 22-24 / 21-18 / 23-21
- Michelle Chan –  Johanna Kou: 21-11 / 21-6
- Janet Tam –  Alissa Dean: 21-16 / 21-17
- Danielle Tahuri –  Vicki Copeland: 16-21 / 21-14 / 21-13
- Karen Tam –  Andra Whiteside: 21-3 / 21-13
- Emma Rodgers –  Magali Bak: 21-11 / 21-23 / 21-14
- Tania Luiz –  Kimberly Windsor: 21-19 / 21-13
- Emily Ang –  Valerie Sarengat: 21-15 / 21-17
- Stephanie Cheng –  Cecile Sarengat: 21-13 / 21-15
- Karyn Whiteside –  Emma Chapple: 21-17 / 21-5
- Cheah Foong Meng –  Kritteka Gregory: 21-5 / 21-12
- Clare Chapple –  Melissa Ensoll: 21-4 / 21-14
- Belinda Hill –  Heseti Mafaufau: 21-11 / 21-10
- Rebecca Bellingham –  Maggie Chan: 21-10 / 21-11
- Michelle Chan –  Belinda Hill: 21-9 / 21-12
- Renee Flavell –  Clare Chapple: 21-12 / 21-9
- Danielle Tahuri –  Janet Tam: 21-20 / 11-21 / 21-14
- Karen Tam –  Cheah Foong Meng: 21-12 / 21-6
- Tania Luiz –  Emma Rodgers: 21-10 / 21-16
- Karyn Whiteside –  Emily Ang: 24-22 / 21-16
- Rachel Hindley –  Stephanie Cheng: 21-10 / 21-11
- Michelle Chan –  Rebecca Bellingham: 21-17 / 14-21 / 21-12
- Renee Flavell –  Danielle Tahuri: 21-17 / 21-11
- Tania Luiz –  Karen Tam: 21-11 / 21-13
- Rachel Hindley –  Karyn Whiteside: 21-9 / 21-9
- Renee Flavell –  Michelle Chan: 21-18 / 11-21 / 21-16
- Rachel Hindley –  Tania Luiz: 21-17 / 21-10
- Rachel Hindley –  Renee Flavell: 20-22 / 21-11 / 21-15

## Herrendoppel
- Henry Tam /  Joe Wu –  Ryan Fong /  Filivai Molia: 21-12 / 21-16
- Ashraf Dhoray /  Choi A-reum – Sala Kane / Vaiola Vaeau: 21-10 / 21-12
- Marc Antoine Desaymoz /  Florent Mathey – Tupu Fua / Tokuma Sene: 21-14 / 21-6
- John Gordon /  Daniel Shirley –  Jayson Urlich /  Ziheng Zou: 21-5 / 21-7
- Arnaud Franzi /  David Krinkel –  Delius Tang /  Dean Nuttall: 21-17 / 21-12
- Ross Smith /  Glenn Warfe –  Christopher Lee /  Stephen Lee: 21-3 / 21-18
- Marc Antoine Desaymoz /  Florent Mathey –  Ghee Ming Fong /  Burty Molia: 22-20 / 25-23
- Fabien Kaddour /  Thommy Sargito –  Kevin Dennerly-Minturn /  Brent Miller: 21-16 / 19-21 / 21-14
- Geoffrey Bellingham /  Craig Cooper –  Daniel Forrest /  William Bok: 21-14 / 21-11
- Ashley Brehaut /  Travis Denney –  Ashraf Dhoray /  Choi A-reum: 21-5 / 21-6
- Henry Tam /  Joe Wu –  Wayne Newman /  Lance Newman: 21-14 / 21-5
- John Gordon /  Daniel Shirley –  Arnaud Franzi /  David Krinkel: 21-8 / 21-8
- Ross Smith /  Glenn Warfe –  Marc Antoine Desaymoz /  Florent Mathey: 21-6 / 21-9
- Ashley Brehaut /  Travis Denney –  Fabien Kaddour /  Thommy Sargito: 21-9 / 21-12
- Geoffrey Bellingham /  Craig Cooper –  Henry Tam /  Joe Wu: 21-18 / 21-16
- John Gordon /  Daniel Shirley –  Ross Smith /  Glenn Warfe: 21-15 / 21-16
- Geoffrey Bellingham /  Craig Cooper –  Ashley Brehaut /  Travis Denney: 21-14 / 21-19
- Geoffrey Bellingham /  Craig Cooper –  John Gordon /  Daniel Shirley: 19-21 / 13-15 Ret.

## Damendoppel
- Kellie Lucas /  Kate Wilson-Smith –  Alissa Dean /  Karyn Whiteside: 21-8 / 21-8
- Lianne Shirley /  Kimberly Windsor –  Maggie Chan /  Belinda Hill: 21-10 / 21-6
- Donna Haliday /  Renee Flavell –  Danielle Tahuri /  Emma Rodgers: 21-15 / 21-9
- Erin Carroll /  Susan Dobson –  Vicki Copeland /  Janet Tam: 21-15 / 21-11
- Clare Chapple /  Melissa Ensoll –  Cecile Sarengat /  Valerie Sarengat: 12-21 / 21-16 / 21-15
- Rebecca Bellingham /  Rachel Hindley –  Emma Chapple /  Stephanie Cheng: 21-8 / 21-7
- Magali Bak /  Johanna Kou –  Heseti Mafaufau / Ruby Slade: 21-12 / 21-15
- Nicole Gordon / Sara Runesten-Petersen –  Emily Ang /  Kritteka Gregory: 21-8 / 21-2
- Rebecca Bellingham /  Rachel Hindley –  Lianne Shirley /  Kimberly Windsor: 22-20 / 21-19
- Donna Haliday /  Renee Flavell –  Magali Bak /  Johanna Kou: 21-8 / 21-8
- Nicole Gordon / Sara Runesten-Petersen –  Erin Carroll /  Susan Dobson: 21-7 / 21-9
- Kellie Lucas /  Kate Wilson-Smith –  Clare Chapple /  Melissa Ensoll: 21-5 / 21-6
- Rebecca Bellingham /  Rachel Hindley –  Kellie Lucas /  Kate Wilson-Smith: 21-19 / 21-15
- Nicole Gordon / Sara Runesten-Petersen –  Donna Haliday /  Renee Flavell: 21-17 / 21-14
- Nicole Gordon / Sara Runesten-Petersen –  Rebecca Bellingham /  Rachel Hindley: 21-16 / 23-21

## Mixed
- Nathan Hannam /  Janet Tam –  Burty Molia /  Karyn Whiteside: 20-22 / 21-19 / 21-9
- Ashley Brehaut /  Erin Carroll –  Fabien Kaddour /  Valerie Sarengat: 21-14 / 21-11
- William Bok /  Michelle Chan –  Kevin Dennerly-Minturn /  Emma Rodgers: 21-11 / 21-12
- Henry Tam /  Lianne Shirley –  Ziheng Zou /  Clare Chapple: 21-8 / 21-14
- Daniel Forrest /  Danielle Tahuri –  Filivai Molia /  Andra Whiteside: 21-7 / 21-12
- Ryan Fong /  Alissa Dean –  Florent Mathey /  Magali Bak: 21-14 / 21-16
- Marc Antoine Desaymoz /  Johanna Kou –  Thommy Sargito /  Cecile Sarengat: 21-11 / 21-8
- Brent Miller /  Vicki Copeland –  Tupu Fua /  Heseti Mafaufau: 21-17 / 21-14
- Craig Cooper /  Renee Flavell –  Kevin De Silva /  Stephanie Cheng: 21-8 / 21-9
- Ghee Ming Fong /  Melissa Ensoll –  Chan Yun Lung /  Nicole Gordon: w.o.
- Joe Wu /  Donna Haliday –  Ashraf Dhoray /  Emma Chapple: 21-13 / 21-9
- Christopher Lee /  Belinda Hill – Ruby Slade / Tokuma Sene: 21-4 / 21-2
- Daniel Shirley / Sara Runesten-Petersen –  Nathan Hannam /  Janet Tam: 21-6 / 21-8
- Ashley Brehaut /  Erin Carroll –  William Bok /  Michelle Chan: 21-18 / 21-18
- Henry Tam /  Lianne Shirley –  Glenn Warfe /  Susan Dobson: 21-13 / 17-21 / 21-16
- Daniel Forrest /  Danielle Tahuri –  Brent Miller /  Vicki Copeland: 21-18 / 21-15
- Craig Cooper /  Renee Flavell –  Ryan Fong /  Alissa Dean: 21-9 / 21-8
- Joe Wu /  Donna Haliday –  Christopher Lee /  Belinda Hill: 21-18 / 21-14
- Travis Denney /  Kate Wilson-Smith –  Marc Antoine Desaymoz /  Johanna Kou: 21-8 / 21-7
- Ross Smith /  Kellie Lucas –  Ghee Ming Fong /  Melissa Ensoll: 21-6 / 21-4
- Daniel Shirley / Sara Runesten-Petersen –  Ashley Brehaut /  Erin Carroll: 21-15 / 21-10
- Henry Tam /  Lianne Shirley –  Daniel Forrest /  Danielle Tahuri: 24-22 / 21-9
- Craig Cooper /  Renee Flavell –  Ross Smith /  Kellie Lucas: 21-14 / 18-21 / 22-20
- Travis Denney /  Kate Wilson-Smith –  Joe Wu /  Donna Haliday: 21-10 / 21-13
- Daniel Shirley / Sara Runesten-Petersen –  Henry Tam /  Lianne Shirley: 21-10 / 21-8
- Travis Denney /  Kate Wilson-Smith –  Craig Cooper /  Renee Flavell: 21-14 / 22-24 / 21-17
- Daniel Shirley / Sara Runesten-Petersen –  Travis Denney /  Kate Wilson-Smith: 21-13 / 22-20